# آنتون رافائل منگس
آنتون رافائل منگس (آلمانی: Anton Raphael Mengs; ۱۲ مارس ۱۷۲۸ – ۲۹ ژوئن ۱۷۷۹) نقاش اهل آلمان بود.